# Liviu Ciobotariu
|klubfriss             = 
|válfriss              = 
Liviu Ciobotariu (Gyurgyevó, 1971. március 26. –) román válogatott labdarúgó, hátvéd.

## Pályafutása

### Klubcsapatokban
Pályafutását a Naţional Bucureşti csapatában kezdte, ahol 1992-ben bemutatkozott a román első osztályban. Előtte az 1990–91-es szezont kölcsönben a Pandurii Târgu Jiu együttesénél töltötte. A Naţional Bucureştit 1998-ban hagyta el és a Dinamo Bucureștihez igazolt. Két idény után távozott és Belgiumba először a Standard Liège (2000–2001), majd a RAEC Mons (2002–2004), végül pedig a Royal Antwerp (2004) csapataihoz szerződött. 2004-ben visszaigazolt a Dinamo Bucureștibe és itt is fejezte be játékos pályafutását a 2004–2005-ös bajnoki szezon után.

### Válogatottban
A román válogatottban 1997. és 2001 között 32 alkalommal szerepelt a nemzeti csapatban 3 gólt szerzett.
Részt vett az 1998-as világbajnokságon és a 2000-es Európa-bajnokságon.

#### Válogatottban szerzett góljai
| # | Dátum               | Helyszín                           | Ellenfél    | Eredmény | Végeredmény | Kiírás               |
| - | ------------------- | ---------------------------------- | ----------- | -------- | ----------- | -------------------- |
| 1 | 1999. szeptember 4. | Tehelné pole, Pozsony, Szlovákia   | Szlovákia   | 3-1      | 5-1         | 2000-es Eb-selejtező |
| 2 | 2000. június 3.     | Ghencea Stadion, Bukarest, Románia | Görögország | 1-0      | 2-1         | Barátságos           |
| 3 | 2001. február 26.   | GSP Stadion, Nicosia, Ciprus       | Ukrajna     | 1-0      | 1-0         | Barátságos           |

### Edzőként
Edzőként fiatal kora ellenére meglehetősen sok csapatnál megfordult már. Ezek sorrendben a következők voltak: Naţional Bucureşti, Dunărea Galați, CS Otopeni, Internațional Curtea de Argeș, CS Otopeni, Pandurii Târgu Jiu, CF Brăila, Dinamo București, Studențesc Iași. Jelenleg az FC Botoșani vezető edzője.

## Sikerei, díjai
Dinamo București
- Román bajnok (1): 1999–2000
- Román kupagyőztes (1): 2003–04

## Külső hivatkozások
- Liviu Ciobotariu Archiválva 2013. szeptember 27-i dátummal a Wayback Machine-ben – a FIFA.com honlapján
- Liviu Ciobotariu – a National-football-teams.com honlapján